# Dethleffs
Die Dethleffs GmbH & Co. KG ist ein in Isny im Allgäu ansässiger deutscher Hersteller von Wohnmobilen und Wohnwagen. Dethleffs gehört zur Erwin Hymer Group.

## Geschichte
Mit der Erfindung des ersten Caravans in Deutschland – von ihm damals noch „Wohnauto“ genannt – legte der Unternehmer Arist Dethleffs 1931 einen wesentlichen Grundstein für das Caravaning in Deutschland.

### Vorgeschichte
Gegründet wurde das Unternehmen 1832 als Dethleffs KG. Zweck des Unternehmens damals war noch die Herstellung und der Vertrieb von Peitschen. 1923 kam eine Skistockfabrik hinzu. Die alleinige Ausrichtung auf den Caravanbereich erfolgte 1958 mit Einstellung der Peitschenproduktion aufgrund der anhaltend hohen Nachfrage an Caravans.

### Beginn der Wohnwagenproduktion

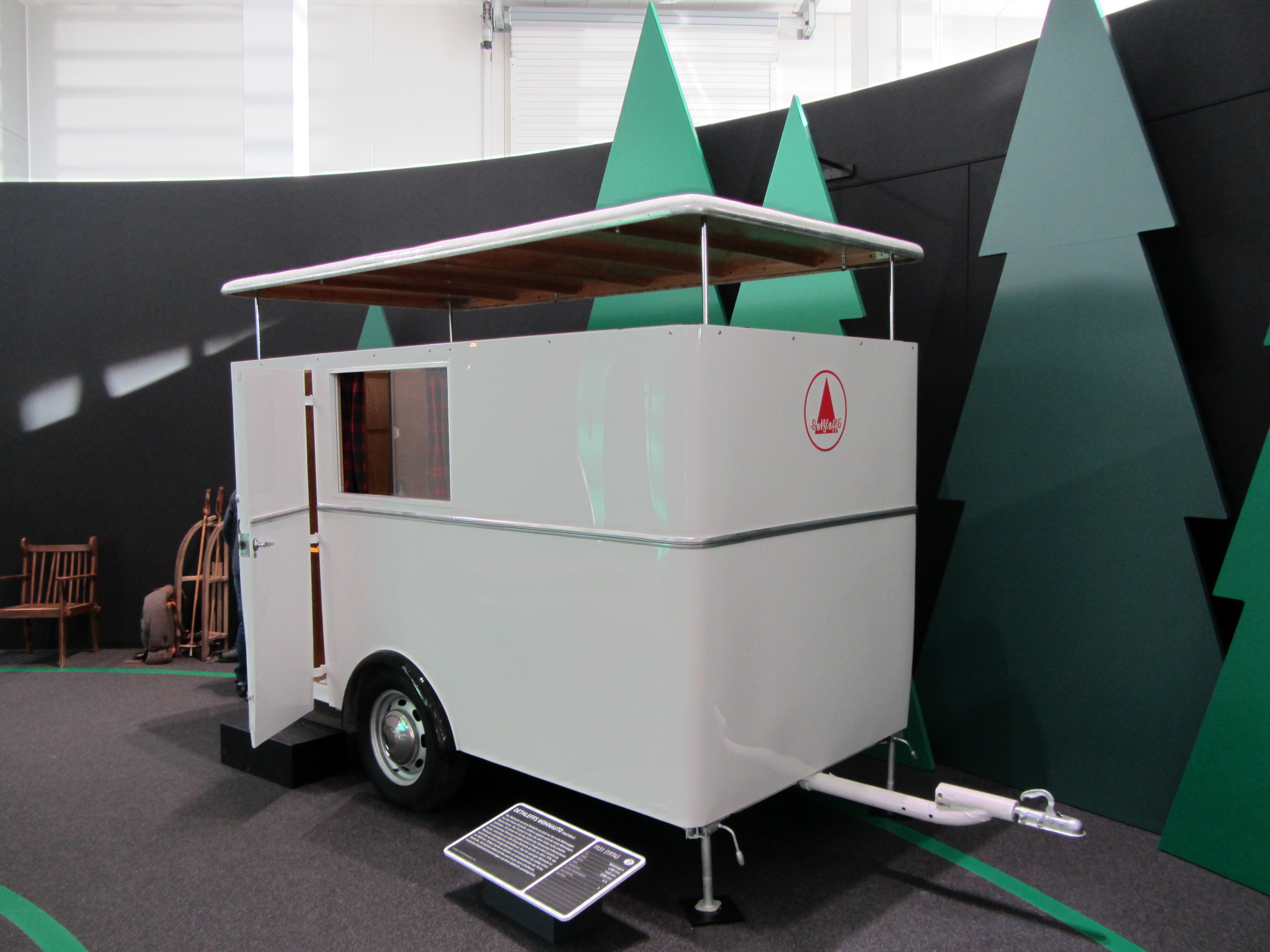
Dethleffs Wohnauto, der erste Caravan Deutschlands 1931

Etwa hundert Jahre nach Gründung des Unternehmens wollte Arist Dethleffs, der Sohn des damaligen Inhabers, während seiner langen Geschäftsreisen nicht auf die Begleitung seiner Frau Fridel Dethleffs-Edelmann und Tochter Ursula Dethleffs verzichten. Fridel Dethleffs-Edelmann war eine deutsche Porträt-, Blumen- und Landschaftsmalerin, deren Kunst auch im New Yorker Guggenheim-Museum ausgestellt wurde. Für sie entwarf er im Jahr 1931 den ersten Wohnwagen, das sogenannte „Wohnauto“, der auch als Atelier dienen sollte. Die Jungfernfahrt fand ein Jahr später im Jahr 1932 statt.
Bereits 1932 wurden von ihm in Isny Wohnwagen auf Bestellung gebaut. Die ersten Kundenmodelle hießen 1934 „Tourist“. 1936 hatte das Unternehmen sechs feste Mitarbeiter, die sich nur um die Caravan-Produktion kümmerten. Während des Zweiten Weltkrieges wurde der Caravanbau eingeschränkt und Sanitätsschlitten gebaut, eine Wohnwagenserie für das Deutsche Afrikakorps wurde 1941 hergestellt.
Unmittelbar nach Ende des Krieges im Jahr 1945 diente die Fabrik den Franzosen als Lager für Kriegsgefangene.
Im Jahr 1948 wurde die Produktion wieder aufgenommen. 1952 begann die erste Serienfertigung des ersten „Camper®“. Sieben Jahre später ließ Dethleffs den Markennamen schützen, der zum Gattungsbegriff für Caravans und teilweise auch Wohnmobile geworden war. Ein Standard-Camper kostete damals 1950 Mark. Die besser ausgestattete Export-Version 2490 Mark.
1958 wurde die Peitschenproduktion zugunsten der starken Nachfrage nach Wohnwagen aufgegeben. Es gab verschiedene Serien:
- Camper mit aufstellbarem Oberteil, 2,35 / 3,4 m Länge, 190 kg Gewicht, für Kleinwagen, ab 1.970 DM
- Tourist mit Hubdach, 3,6 m Länge, 360 kg, für VW und DKW, ab 4.570 DM
- Globetrotter mit „halbem“ Hubdach, 4,85 m Länge, 580 kg, für Zugwagen ab 1400 cm³ Hubraum, ab 7.130 DM
- Nomad mit Festdach, 4,05 m Länge, 490 kg, für Wagen ab 1100 cm³ Hubraum, ab 6.290 DM
- Vagant, Luxusmodell, 5,2 m Länge, 830 bzw. 950 kg, für Wagen ab 1700 cm³, ab 10.400–11.800 DM

1966 bauten bereits 60 Mitarbeiter in einer kontinuierlichen Produktion Dethleffs-Wohnwagen.

### Unternehmensverkauf 1971
1971 wurde das Unternehmen an Wolfgang Thrun und Jakob Eicker (T.E.C.) verkauft. 1980 gründeten die Unternehmer Wolfgang Thrun und Jakob Eicker zusammen mit Erwin Hymer die CMC, in die die Marken Dethleffs, Eriba, Hymer und T.E.C. eingebracht wurden. 1983 erwarb Hymer die alleinigen Rechte am CMC-Konzern, wodurch auch die Marke Dethleffs in den Hymer-Konzern integriert wurde. Am 14. Februar 1996 starb Arist Dethleffs im Alter von 88 Jahren. 1998 wurde die Zubehörabteilung ausgegliedert und mit der Zubehörabteilung des Hauses Hymer zur Movera GmbH verschmolzen.

### Produktion von Wohnmobilen

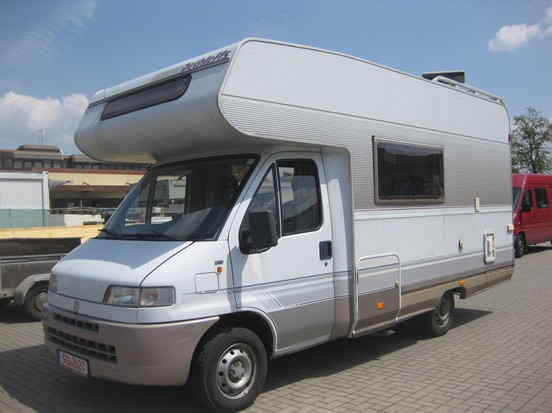
Alkoven-Wohnmobil der Firma Dethleffs auf Fiat Ducato (1995)

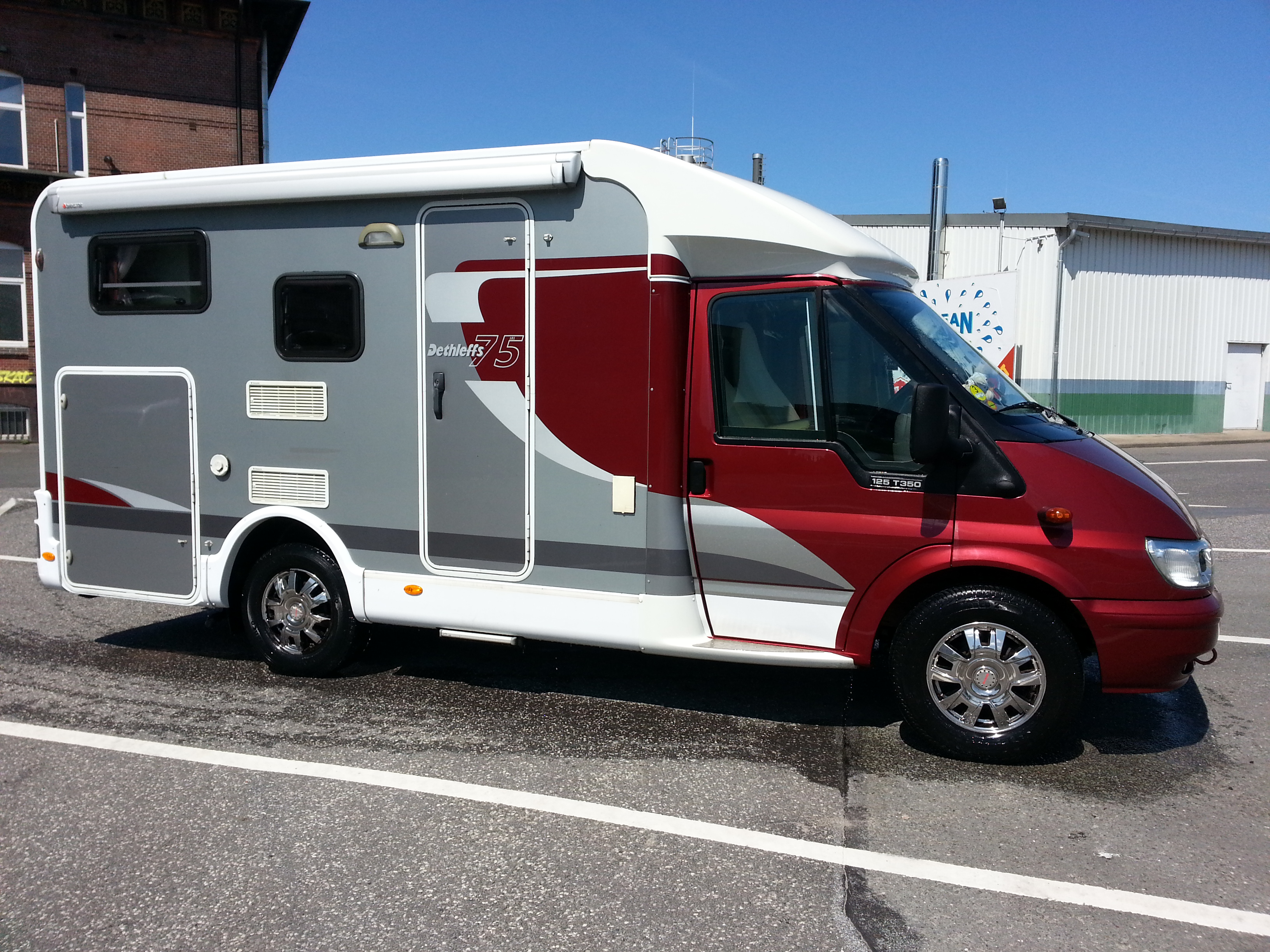
Teilintegrierter Jubivan zum 75-jährigen Firmenjubiläum auf Ford Transit (2006)

1973 begann der Bau des neuen Werks am jetzigen Standort mit 12.000 m² Produktionsfläche, ein Jahr darauf beschäftigte Dethleffs 235 Mitarbeiter und gehörte zu den zehn größten deutschen Wohnwagenherstellern.
Das erste serienreife Freizeitfahrzeug vom Typ eines Wohnmobils stellte Dethleffs 1977 auf einem Mercedes-Benz-Fahrgestell vor. Wegen des hohen Preises von 69.900 Mark war das Fahrzeug jedoch nur für eine geringe Käuferschicht interessant. 1976 lag die Jahresproduktion bei 4700 Caravans.
Ein weiterer Anlauf mit dem Bau von preisgünstigeren Reisemobilen begann 1983 mit der Übernahme der Firma durch Erwin Hymer. Die Reisemobil-Modelle „Dethleffs Pirat“ und „Globetrotter“ wurden zuerst auf den Basisfahrzeugen Ford Transit (Pirat F) und Fiat Ducato (Pirat D) aufgebaut. Dank des günstigeren Einkaufspreises der Basisfahrzeuge war erstmals ein Einstiegspreis von 39.900 Mark möglich, der einen breiteren Markt öffnete.
Neben den Basisfahrzeugen Mercedes-Benz, Ford Transit und Fiat Ducato kamen im Laufe der Jahre weitere Basisfahrzeuge wie beispielsweise der Mitsubishi L300, der VW LT 40 oder im Jahr 2004 der Renault Master hinzu. Während der gesamten Produktionsjahre setzen sich jedoch zunehmend die Basisfahrzeuge Fiat Ducato und IVECO Daily als Grundlage des Reisemobilbaus durch, was sich auch auf die Produktionslinien bei Dethleffs auswirkte, wobei besonders der Anteil an Basisfahrzeugen des Typs Fiat Ducato stetig stieg.
1992 wurde die Produktionsfläche um 6.300 m² erweitert. Im Jahr 2001 entstand eine neue Produktionshalle, eine Lackiererei und eine neue Pforte. Im 75. Jubiläumsjahr des Wohnautos hatte Dethleffs über 850 Beschäftigte, produzierte 7150 Wohnmobile sowie 5950 Wohnwagen pro Jahr und erwirtschaftete über 275 Millionen Euro. Im Jahr 2011 rollte in Isny das 80.000 Reisemobil vom Band, das zugunsten eines sozialen Zweckes versteigert wurde. Sieben Jahre später wurde eine neue Werkshalle mit 11.000 m² Produktionsfläche gebaut, wodurch die Gesamtfläche des Werks auf 283.000 m² anwuchs.
In der neuen Halle werden vor allem Fahrzeuge der Gattungen Camper Vans sowie Urban Vehicles gefertigt. Ebenfalls dort ansässig ist ein Kompetenzzentrum Camper Van, von diesem aus das gesamte Know-how der Erwin Hymer Group gesteuert wird. Auf einer zweiten Ebene mit etwa 5.000 m² (Bühne) ist die Dethleffs Academy mit dem Ausbildungs- sowie LEAN-Schulungszentrum untergebracht.

### Seit der Unternehmensübernahme 2019
2019 wurde die Dethleffs GmbH & Co. KG, als Teil der Erwin Hymer Group (EHG), von Thor Industries Inc. übernommen. Seit 2019 werden auch Modelle unter der Marke Crosscamp gebaut.

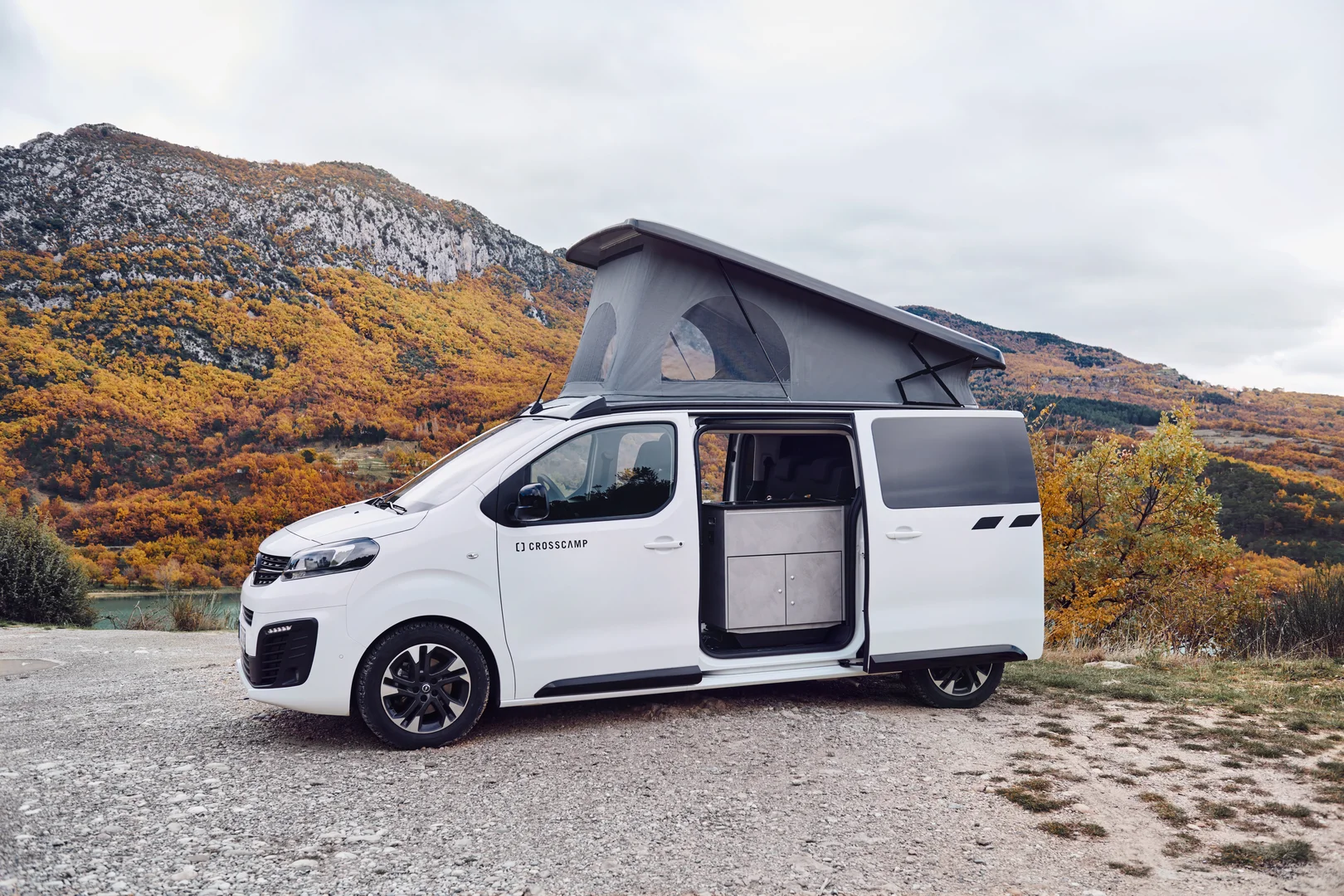

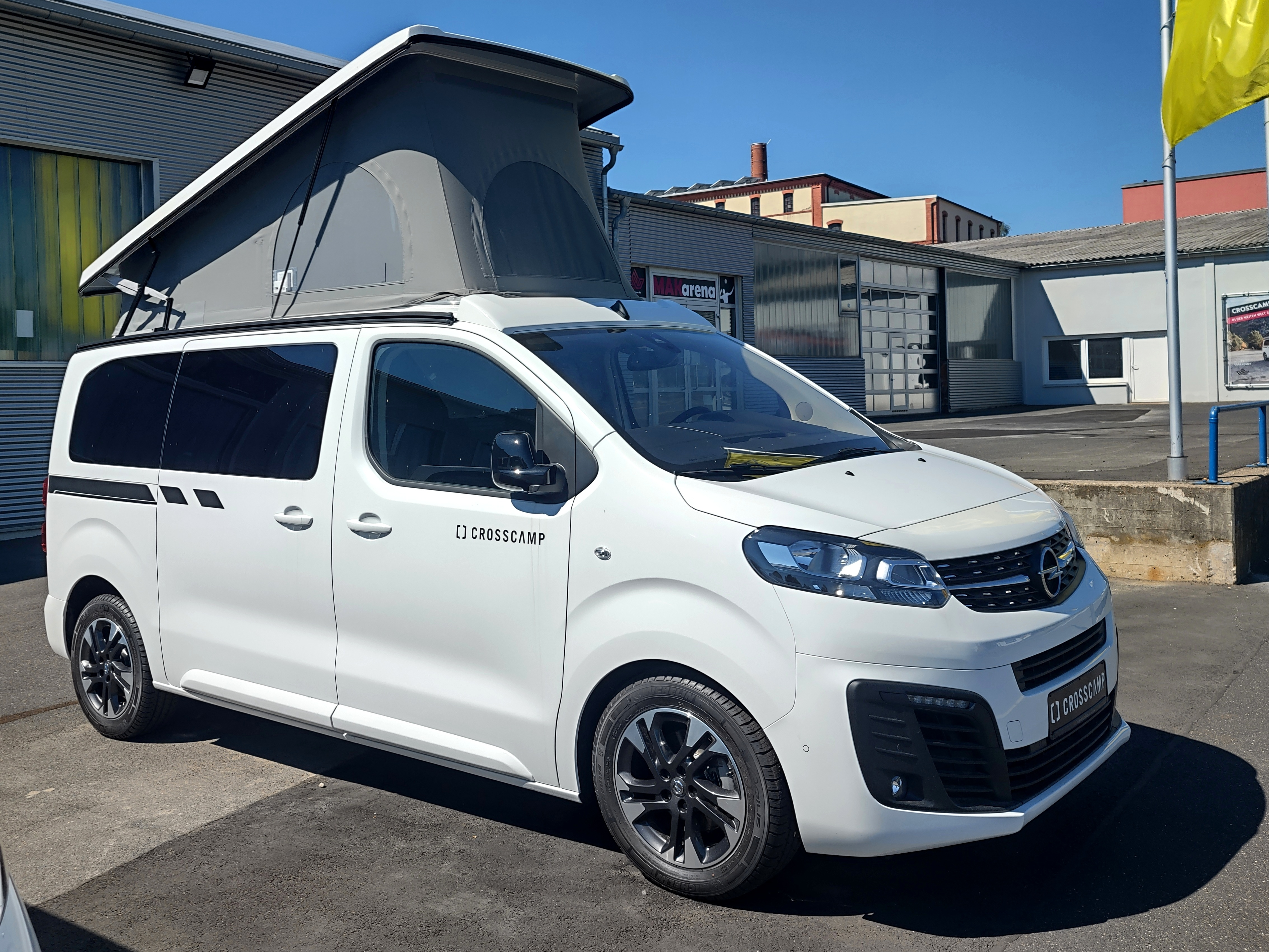

Im Mai 2022 kündigte der CEO der Erwin Hymer Group, Martin Brandt, seinen Rücktritt aus dem Vorstand an. Alexander Leopold, zuvor Vorsitzender der Geschäftsführung der Marke Dethleffs, übernahm das Amt des CEO. An seine Stelle bei Dethleffs trat Bernhard Kibler. Der Wechsel erfolgte zum 1. Juli 2022.

### Museum
Dethleffs hatte früher ein eigenes Caravan-Museum. Inzwischen sind die Exponate Teil der Sammlung des Erwin-Hymer-Museums in Bad Waldsee geworden.

## Produktionsstätten
- Isny nahe am Stadtzentrum bis 1973
- Isny am Ortsrand (Rangenbergweg) ab 1973, 12.000 m² Produktionsfläche
- Isny (Rangenbergweg) Neubau der Montagehalle mit 6.200 m²
- Isny (Rangenbergweg) Neu- und Umbau der Fertigungshallen im Jahr 2001
- Aktuell hat das Werksgelände in Isny über 280.000 m² und die Straße wurde in „Arist-Dethleffs-Straße“ umbenannt.
- Auf dem Werksgelände in der Arist-Dethleffs-Straße wird 2018 eine neue Werkshalle mit 11.000 m² erbaut. Darin befindet sich neben einer weiteren Produktionsstätte mit zwei Fertigungslinien auch das Kompetenzzentrum „Camper Vans“ der Erwin Hymer Group, ein Ausbildungszentrum sowie ein Besucherforum.
- Im Mai 2021 wurde eine Produktionsstätte in Aichstetten eröffnet

## Auszeichnungen
- 2020: Caravan des Jahres: 1. Platz c´go, 2. Platz Dethleffs Camper
- 2020: Reisemobile des Jahres: 1. Platz Alpa, 2. Platz Globebus T, 1. Platz Trend A
- 2020: König-Kunde-Award insgesamt 20 Urkunden
- Goldenes Reisemobil 2019: Insgesamt vier Auszeichnungen, davon zweimal 1. Plätze für Baureihe Alpa
- 2019 wird das Unternehmen zum dritten Mal in Folge mit dem Deutschen Fairness-Preis ausgezeichnet
- Auf dem Caravan Salon in Düsseldorf stellte Dethleffs die erste vollelektrische Reisemobilstudie vor, die wie der „Caravan Coco“ in Leichtbauweise mit dem „European Innovation Award“ ausgezeichnet wurde.
- Deutscher Campingpreis 2017 für die im Jahr 2004 gegründete, gemeinnützige Dethleffs Family Stiftung – Deutscher Campingclub e. V.
- Mehrere 1. Plätze bei der Wahl zum Reisemobil und Caravan des Jahres 2017 in verschiedenen Kategorien – Fachzeitschriften Promobil und Caravaning
- Goldenes Reisemobil 2016 – Autobild Reisemobil
- Gütesiegel 2016 für LifetimePlus Aufbaukonstruktion – Der Reisemobilist
- Zwei 1. Plätze und zwei Sonderpreise beim „König Kunde“ Award 2016 – Fachzeitschriften Reisemobil International und Camping, Cars und Caravans
- Gesamtsieger „Das perfekte Reisemobil 2016“ – Der Reisemobilist
- „Goldenes Lenkrad“ in der Kategorie Reisemobile 2007 – Fachzeitschrift Autobild/Bild am Sonntag

Koordinaten: 47° 42′ 5″ N, 10° 3′ 15,6″ O